# Juan II de La Tour du Pin
Juan II de La Tour du Pin (1280 - 5 de marzo de 1319, Pont de Sorgues, cerca de Aviñón) sucedió a su padre Humberto I como delfín de Vienne desde 1306 hasta 1318.  Su madre fue Ana de Borgoña, delfina de Vienne.
En 1296 se casó con Beatriz de Hungría, hija de Carlos Martel de Anjou-Sicilia, rey titular de Hungría, y su esposa Clemencia de Habsburgo. Tuvieron dos hijos, los últimos delfines de Vienne:
- Guigues VIII (1309 - 1333), delfín de Vienne.
- Humberto II (1312 - 1355), delfín de Vienne.

| Predecesor: Humberto I | Delfín 1307 - 1319 | Sucesor: Guigues VIII |

- Datos: Q921797
- Multimedia: John II, Dauphin of Viennois / Q921797